# هليلج ستولماني
هليلج ستولماني (الاسم العلمي:Terminalia stuhlmannii) هو نوع من النباتات يتبع جنس الهليلج من الفصيلة القمبريطية.